# 安城市立錦町小学校
安城市立錦町小学校（あんじょうしりつ にしきまちしょうがっこう）は、愛知県安城市錦町にある公立小学校。

## 概要
- 相生町、朝日町、末広町、錦町、日の出町、南町、安城町（西広畔（一部）、広美（一部））、小堤町（一部）、城南町1・2丁目、大山町1丁目（一部）、大山町2丁目が校区であり、公立中学校に進学する場合は安城市立安城南中学校に進学する[1]。

## 沿革
- 1954年（昭和29年）4月 - 安城市立安城中部小学校から分離し、安城市立錦町小学校として開校。校舎校地は旧・安城市立安城南中学校のものを転用する。
- 1959年（昭和34年）9月26日 - 伊勢湾台風により校舎が使用不能となり、10月26日まで臨時休校となる。
- 1972年（昭和47年）8月 - 南館（鉄筋コンクリート造3階建）が完成する。
- 1974年（昭和49年）9月 - 北館（鉄筋コンクリート造3階建）が完成する。
- 1978年（昭和53年）1月 - 南館を増築する。
- 1980年（昭和55年）4月 - 安城市立桜町小学校を分離する。
- 1982年（昭和57年）
  - 2月 - 北館を増築する。
  - 8月 - 旧・安城南中学校時代から使用していた木造校舎を解体する。
- 1991年（平成3年）3月 - 体育館が完成する。

## 交通アクセス
- JR東海東海道本線安城駅下車、徒歩約10分。
- 名鉄西尾線南安城駅下車、徒歩約12分。
- 名鉄バス安城線「大山北」バス停より徒歩約3分。

名鉄新安城駅・JR安城駅から【82系統】「安城更生病院」行き、【83系統】「デンパーク」行き。※デンパーク行きは土曜日・休日運行
- あんくるバス循環線「秋葉公園」バス停より徒歩約5分。

## 周辺施設
- 愛知県立安城高等学校
- 安城学園高等学校
- 安城市立安城南中学校
- 安城市立安祥中学校
- 安城市立桜町小学校
- 安城市立安城南部小学校
- 錦保育園
- 愛知学泉大学附属幼稚園
- 安城市役所
- 安城公園
- 秋葉公園
- 東海道本線安城駅
- 名鉄西尾線南安城駅